# Elvira Glahn
Elvira Glahn (* 30. März 2004 in Kopenhagen) ist eine dänische Schauspielerin und Synchronsprecherin.

## Leben
Elvira Glahn ist die Tochter des ehemaligen Schauspielers Mark Springborg und der Schauspielerin und Choreografin Therese Glahn. Nach der Trennung ihrer Eltern wuchs sie bei ihrer Mutter in Kopenhagen auf. Ihr Großvater ist der Schauspieler Steen Springborg.
Im Alter von 14 Jahren hatte sie ihr Filmdebüt als Schauspielerin in dem Fantasy-Film Wildhexe unter der Regie von Kaspar Munk. Darüber hinaus ist sie seit 2017 auch als Synchronsprecherin für Animationsfilme und Zeichentrickfilme tätig. Seit ihrem Schulabschluss im Jahr 2022 absolviert Glahn eine professionelle Schauspielausbildung an der Staatlichen Theaterhochschule in Kopenhagen.

## Filmografie
- 2018: Wildhexe